# أيضة ثانوية

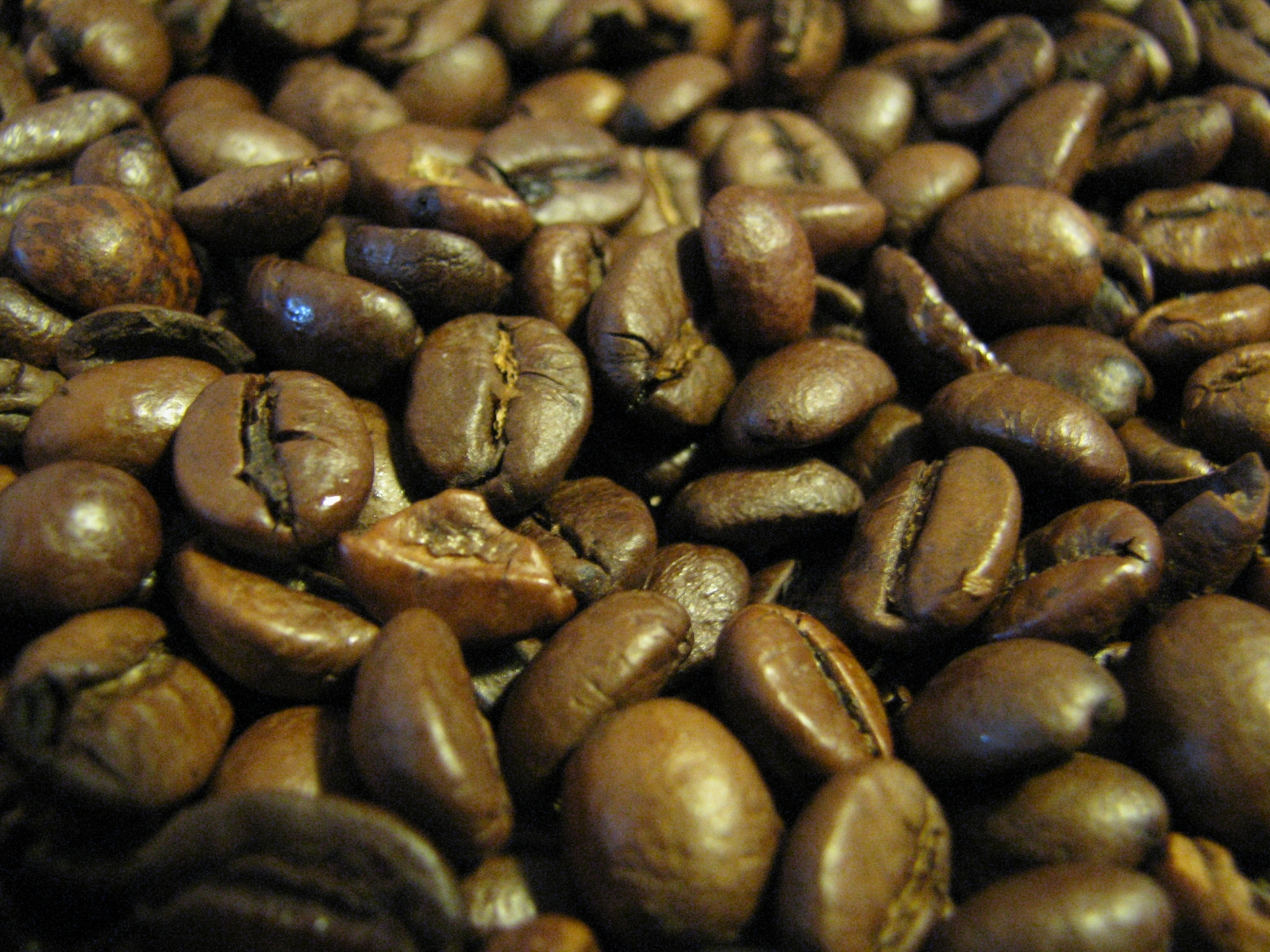

النواتج الأيضية الثانوية أو الأيضات الثانوية أو المستقلبات الثانوية أو مواد الأيض الثانوية هي مركبات عضوية غير مشاركة بشكل مباشر في عمليات النمو والتطور والتكاثر للكائن الحي. على عكس الأيضات الأولية، فإن غياب الأيضات الثانوية أو فقدانها لا يؤدي إلى الموت المباشر بل بالأحرى إلى اختلال طويل الأمد في إمكانية بقاء وخصوبية أو علم الجمال المتعلقة بالكائن الحي، أو ربما لا يؤدي غيابها إلى تغير هام بالمطلق.